# Сюй Сяосюй
Сюй Сяосюй (кит. трад. 许晓旭; род. 8 августа 1986, Пекин) — китайская хоккеистка на траве, полевой игрок. Участница летних Олимпийских игр 2012 года, чемпионка летних Азиатских игр 2010 года, серебряный призёр летних Азиатских игр 2014 года.

## Биография
Сюй Сяосюй родилась 8 августа 1986 года в китайском городе Пекин.
С 12 лет занималась хоккеем на траве в спортивной школе пекинского района Фэнтай. С 16 лет выступала за Пекин.
В составе женской сборной Китая дважды выигрывала медали хоккейных турниров летних Азиатских игр: золото в 2010 году в Гуанчжоу, серебро в 2014 году в Инчхоне.
В 2012 году вошла в состав женской сборной Китая по хоккею на траве на летних Олимпийских играх в Лондоне, занявшей 6-е место. Играла в поле, провела 6 матчей, мячей не забивала.